# JINX
『JINX』（ジンクス）は、やしきたかじんの12枚目のアルバム。1996年4月25日に発売された。

## 内容
前作『egoism-天国はまだ待ってくれる-』から1年8ヶ月振りのオリジナル・アルバム。
タイトル曲「JINX」は、たかじんが何度もダメ出しした末に出来た楽曲。そのため当初の発売予定より遅れた経緯がある。

## 収録曲
1. シエスタ（6：37）
作詞：及川眠子　作曲：川上明彦　編曲：森俊之
2. JINX（4：36）
作詞：及川眠子　作曲：都志見隆　編曲：国吉良一
3. 思い出よりこの瞬間（5：06）
作詞：来生えつこ　作曲：来生たかお　編曲：梅垣達志
「もしも夢が叶うならば」のカップリング曲。
4. 悪党（5：13）
作詞：及川眠子　作曲：川上明彦　編曲：芳野藤丸
5. もしも夢が叶うならば（6：03）
作詞：伊藤薫　作曲：川上明彦　編曲：森俊之
6. TWILIGHT CITY（4：52）
作詞：小田めぐみ　作曲：川上明彦　編曲：芳野藤丸
7. いつか笑える（5：14）
作詞：及川眠子　作曲：坂本洋　編曲：若草恵
8. 星に祈ろう（4：41）
作詞：伊藤薫　作曲：坂本洋　編曲：国吉良一
9. 嘘を置き去りに（5：33）
作詞：伊藤薫　作曲：坂本洋　編曲：若草恵
10. 男に生まれてきたかった（5：55）
作詞：及川眠子　作曲：坂本洋　編曲：芳野藤丸

## 参加ミュージシャン
- 江口信夫 - ドラム
- 島村英二 - ドラム
- 渡嘉敷祐一 - ドラム
- 長谷部徹 - ドラム
- 岡沢茂 - ベース
- 高水健司 - ベース
- 松原秀樹 - ベース
- 美久月千晴 - ベース
- 梶原順 - ギター
- 今剛 - ギター
- 鈴川真樹（ROMANTIC MODE） - ギター
- 古川望 - ギター
- 難波弘之 - ピアノ
- 木村誠 - パーカッション
- 篠崎正嗣ストリングス - ストリングスセクション
- 加藤ジョーグループ - ストリングスセクション